# إحليل تحتي
الإحليل التحتي هو عيب خلقي في مجرى البول عند الذكور يتضمن فتحات بولية غير طبيعية. بدلا من الفتحة في غيض من الحشفة من القضيب ومجرى البول hypospadic يفتح في أي مكان على طول خط (الإخدود الإحليلي) يمتد من الحافة على طول الجانب السفلي (الجانب البطني) من العمود إلى تقاطع القضيب والصفن أو العجان. ويجوز أن يحدث الإحليل التحتي حتى في الصبية غير المختونين من القلفة تشكلت بشكل غير طبيعي والميل نحو الانخفاض للحشفة.
حوالي 50-75 ٪ من الحالات تشمل الفتحة البولية على حشفة القضيب، وهذا النوع يصنف من الدرجة الأولى. أما الدرجة الثانية (عندما يفتح الإحليل على الرمح)، والدرجة الثالثة (عندما يفتح الإحليل على العجان) فتمثل ما يصل إلى 20 و 30 ٪ من الحالات على التوالي. الدرجات الأكثر شدة من المرجح أن يكون مرتبطا بانحناء القضيب، وهو ما يعني أن القضيب غير كامل وفصلها عن العجان أو لا يزال نزوليا المربوطة من النسيج الضام، أو مع عدم نزول الخصيتين (اختفاء الخصيتين).

## احتمالات الإصابة
إحلیل تحتي : هي من بين أكثر العيوب شيوعا أداة تناسلية ذكورية (الثانية لاختفاء الخصيتين)، ولكن المتباينة حوادث أفادت التقارير الواردة من بلدان مختلفة، من لا تزيد على 1 في 4000 ليصل إلى 1 في 125 من الفتيان.
كان هناك بعض الأدلة على أن الإصابة hypospadias في جميع أنحاء العالم قد تزايد خلال العقود الأخيرة. في الولايات المتحدة، واثنين من دراسات المراقبة ذكرت أن الإصابة قد ارتفع من حوالي 1 في 500 من مجموع المواليد (1 في 250 من الفتيان) في 1970s إلى 1 في 250 من مجموع المواليد (1 في 125 من الفتيان) في 1990s. على الرغم من حدوث زيادة طفيفة في جميع أنحاء العالم في hypospadias أفيد في 1980s، دراسات في مختلف البلدان والمناطق أسفرت عن نتائج متضاربة وبعض السجلات وذكرت النقصان.

## الأسباب
معظم تواجدات hypospadias متفرقة، من دون تكرار الميراث أو الأسرة، ومع ذلك، فإنه يمكن أن تنجم عن الوراثة (أ انعكاس pericentric من كروموسوم 16). لمعظم الحالات، لا يمكن تحديد سبب على الرغم من أن عددا من الفرضيات المتعلقة تأثير عدم كفاية الاندروجين، أو العوامل البيئية التداخل مع تأثير الاندروجين، وقد عرضت. من بين العوامل البيئية يشتبه بها المواد الكيميائية، التي توصف أحيانا بأنها لاضطرابات الغدد الصماء ليالي، التي تتفاعل مع مستقبلات الستيرويد. المفترض اختلال الغدد الصماء وتشمل الفثالات ق، دي دي تي، والكلور s. ثنائي الفينيل  والجمعيات غير مؤكدة حتى الآن من دراسات إضافية أو غيرها من الوسائل. وهناك أيضا دلائل على أن الفثالات الواردة في مثبتا للشعر يمكن أن تزيد من خطر من قبل أكثر من ضعف إذا كانت الأم عرضة لتركيزات عالية من مثبتات الشعر أثناء الحمل (مثل العاملين في صالونات تصفيف الشعر).
التستوستيرون قبل الولادة، وتحويلها في الجلد الأعضاء التناسلية للديهدروتستوستيرون، وأسباب الهجرة من الخلايا الليفية الجلد بالكامل أرفق الأخدود إحليلي الذكور في الجنين، وعادة ما أسفر عن وجود الإحليل المغلقة القضيب من الثلاثة أشهر الثانية من الحمل. فشل كافية المفعول قبل الولادة الاندروجين لذا يعتقد أنه متورط في العديد من الحالات، مما يجعل hypospadias جدا على شكل خفيف من intersex (تحت virilization من الذكور وراثية). منذ ما بعد الولادة نقص الاندروجين يمكن إلا أن يكون أظهر في أقلية من الحالات، كان من المقترح أن نقص عابر التستوستيرون يمكن أن يحدث خلال فترات حرجة من الأعضاء التناسلية للتنمية الجنين، وذلك بسبب ارتفاع المضادة للهرمون Müllerian درجات أو أكثر مكرا من القصور النخامي gonadal. وفي الآونة الأخيرة، من تشوهات عامل النسخ ق وقد المقترحة.
في الحيوانات، والمخدرات علم المسوخ عدة جيم أو المواد الكيميائية يمكن أن تسبب hypospadias عن طريق التداخل مع عمل الاندروجين في الجنين. تكهنات بأن العوامل البيئية، لاضطرابات في الغدد الصماء ليالي، قد يكون التداخل مع نظم هرمون لم يثبت. العوامل التي تسببت في hypospadias في عدد صغير من الأولاد وقد تم استخدام الأمهات من البروجستين الاصطناعية ليالي وفيناستريد في الاثلاث الأولين من فترة الحمل. في عام 2008، اقترح أن استخدام الأمهات من diethylstilbestrol، وهو هرمون الاستروجين الاصطناعية، أسفرت عن 20 أضعاف الزيادة في انتشار hypospadias  على الرغم من متابعة الدراسة اظهرت ان خطر، رغم وجودها، أن تكون أقل بكثير.
في أقلية من الحالات بعد الولادة من نقص، أو انخفاض حساسية ل، الاندروجين ق (التستوستيرون وديهدروتستوستيرون) ويمكن التدليل عليه. وهذه غالبا ما ترتبط chordee، وفي بعض الحالات الشديدة لافتتاح المتبقية العجان البولي التناسلي والقضيب الصغير. هذا المزيج من العيوب الخلقية ويشار إلى المبال التحتاني العجان الصفني الكاذب المهبلي وجزء من الطيف من الأعضاء التناسلية غامضة. المعاملة مع هرمون التستوستيرون بعد الولادة، لا يغلق مجرى البول.
العوامل الوراثية يحتمل أن تشارك في بعض الحالات على الأقل، كما أن هناك حوالي 7 ٪ العائلية تكرار خطر.
تم الإبلاغ عن إصابات مجرى البول علاجي المنشأ نادرة مشابهة لإحليل تحتاني بعد إجراءات مثل الجراحة أو القسطرة أو الختان .
.

## العلاج
hypospadias درجة الأولى هي في المقام الأول وجود خلل ومستحضرات التجميل ويكون لها أثر يذكر على وظيفة باستثناء اتجاه تدفق البول. إذا لم يعالج، وهو الثاني أو الثالث hypospadias درجة يمكن أن تجعل الذكور تتبول بشكل غير إرادي، التي كان أداؤها يتطلب أن يكون الجلوس، ويضعف إيصال السائل المنوي في المهبل، (وربما خلق مشاكل مع الخصوبة)، أو تتداخل مع s. الانتصاب في البلدان المتقدمة، ومعظم hypospadias يتم إصلاحه جراحيا في مهدها. إجراء عملية جراحية لhypospadias الأولى والدرجة الثانية هو دائما تقريبا الناجحة في إجراء واحد، وعادة ما تتم في السنة الأولى من العمر من الأمراض البولية أو جراح التجميل.
عندما hypospadias هو الدرجة الثالثة، أو وجود العيوب الخلقية المرتبطة بها مثل أنحاء القضيب أو اختفاء الخصيتين، وإدارة أفضل قرار يمكن أن يكون أكثر تعقيدا. وينبغي ليكشف النمط النووي عدة والتقييم الغدد الصماء أن يؤديها للكشف عن أوجه قصور أو ظروف intersex الهرمون. إذا كان القضيب الصغير، التستوستيرون أو الإنسان المشيمي gonadotropin (hCG) الحقن يمكن أن تعطى لرؤيتها كبيرة قبل الجراحة.
إجراء عملية جراحية لhypospadias الشديدة قد تتطلب إجراءات متعددة والمخاطية التطعيم. الجلد Preputial غالبا ما يستخدم للتطعيم والختان ينبغي تجنبها قبل الإصلاح. في فئة قليلة من المرضى الذين يعانون من hypospadias جراحة تعطي نتائج مرضية، مثل خاتم ندبة، انحناء، أو تشكيل ناسور احليلي ثانية، diverticula، أو قيود. والناسور افتتاحية غير المرغوب فيها من خلال الجلد على طول مجرى البول، ويمكن أن يؤدي إلى تسرب البول أو تيار غير طبيعي. و diverticulum هو "outpocketing" من بطانة الإحليل الذي يتداخل مع تدفق البول ويمكن أن يؤدي في مرحلة ما بعد تسرب البول. وضيق هو تضييق الإحليل شديدة بما يكفي لعرقلة تدفق. انخفاض معدلات المضاعفات حتى بالنسبة للدرجة الثالثة إصلاح (على سبيل المثال، ناسور معدلات أقل من 5 ٪) قد ذكرت في السنوات الأخيرة من مراكز ذوي الخبرة الأكبر، وإجراء عملية جراحية يتم الآن تنفيذ بالنسبة للغالبية العظمى من الأطفال الرضع مع hypospadias.
بسبب الصعوبات التي وانخفاض معدلات نجاح الترميم الجراحي لدرجة أشد من تحت virilization، فإن بعض هذه الذكور وراثيا ولكن بشدة undervirilized الرضع قد تم تعيينه وأثيرت الفتيات، مع تأنيث التعمير الجراحية. الرأي قد تحول ضد هذا النهج في العقد الماضي بسبب الكبار الوظيفة الجنسية بوصفها أنثى غالبا ما كان الفقراء، وتنمية الهوية الذكور بين الجنسين على الرغم من إحالة الإناث الجنس وتربية الأطفال، قد وقعت في بعض الأطفال س ص بعد إعادة التكليف لنوع أكثر حدة من الأعضاء التناسلية عيب خلقي، exstrophy cloacal.

## العيوب الخلقية
hypospadias الخفيف غالبا ما يحدث بمثابة عيب معزولة الولادة دون شذوذ كشف ما تبقى من الجهاز التناسلي أو الغدد الصماء. بيد أقلية من الأطفال الرضع، وخاصة تلك بدرجات أشد من hypospadias سيكون إضافية شذوذ بنيوي من الجهاز البولي. تصل إلى 10 ٪ من الذكور مع hypospadias واحد على الأقل عدم نزول الخصية، وعدد مماثل لها الفتق الإربي. وقريبة البروستات الموسع للبروستاتا هو شائع عند hypospadias شديد (الصفن أو العجان)، ويمكن أن تهيء للعدوى المسالك البولية ق الزائفة، سلس البول، أو حتى تشكيل الحجر.

## مبال فوقاني
وهناك نوع من النادر جدا وغير ذات صلة من تشوه مجرى البول هو مبال فوقاني هذه ليست مشكلة من مجرى البول أو أخدود meatus، ولكن فشلا للانصهار القضيب خط الوسط في وقت أبكر بكثير في مرحلة التطور الجنيني. افتتاحية المعزولة من الظهرية («كبار») الجانب من القضيب نادر الحدوث، ومعظم هؤلاء الأطفال لديهم الكثير من عيوب خطيرة وتنطوي على القضيب الصغير وأشرم مع exstrophy المثانة أو أشد، exstrophy cloacal تنطوي على العجان بأكملها. سبب هذا الخلل في مرحلة التطور الجنيني المبكر غير معروف ولكن لا تنطوي على الأندروجينات.